# Joe Amabile
Joseph Anthony Amabile (Chicago, Illinois, 12 de abril de 1986) es una personalidad de televisión y presentador de pódcast. Es más conocido por sus participaciones en los programas The Bachelorette y Bachelor in Paradise.

## Primeros años
Amabile nació el 12 de abril de 1986 en Chicago, Illinois, de padre italiano y madre noruega. Asistió a la escuela secundaria Holy Cross. Tiene un hermano.

## Carrera
Amabile era copropietario de Eric's Food Center en Chicago, Illinois, lo que le valió el apodo de «Grocery Store Joe» cuando apareció en The Bachelorette.
Conduce un podcast con Natasha Parker y Tia Booth llamado Click Bait with Bachelor Nation.

### The Bachelorette
Participó en la decimocuarta temporada de The Bachelorette que tuvo como protagonista a Becca Kufrin. Fue uno de los eliminados en la primera noche de competencia.

### Bachelor in Paradise
Apareció en la quinta temporada de Bachelor in Paradise en 2018. Se separó de su pareja Kendall Long en la quinta semana. Volvieron a estar juntos después de terminar la filmación y estuvieron juntos hasta enero de 2020. Regresó para la séptima temporada en 2021. Le propuso matrimonio a su compañera Serena Pitt en la final.

### Dancing with the Stars
El 12 de septiembre de 2018, Amabile fue anunciado como competidor de la vigesimoséptima temporada de Dancing with the Stars, siendoe emparejada con la bailarina profesional Jenna Johnson. Durante la cuarta semana, otro miembro del elenco de The Bachelorette, Jordan Kimball, formó parte del baile en trío de esa noche. Fueron eliminados el 12 de noviembre de 2018, empatando en el quinto lugar. Realizaron su rutina de trío en la final con el esposo de Jenna, Valentin Chmerkovskiy, tomando el lugar de Jordan. Otros miembros de la franquicia de The Bachelor también bailaron con ellos, incluidos Wells Adams, Nick Viall, Eric Bigger y Dean Unglert.

## Vida personal
De 2018 a 2020, Amabile estuvo en una relación con la directora creativa estadounidense, Kendall Long.
El 26 de junio de 2021, Amabile se comprometió con la publicista canadiense, Serena Pitt. Se mudaron juntos a la ciudad de Nueva York en abril de 2022. Amabile y Pitt se casaron el 27 de octubre de 2022 por lo civil en el Ayuntamiento de Nueva York. El 2 de septiembre de 2023 se casaron por segunda vez en una ceremonia oficial en Charleston, Carolina del Sur.